# Leonard Grazioli
Leonard Grazioli (* 19. Januar 2001 in Sissach) ist ein Schweizer Handballspieler.

## Karriere

### Im Verein
Grazioli begann das Handballspielen beim TV Birsfelden. Ab 2019 lief er für den HSC Suhr Aarau in der Nationalliga A auf. 2021 wurde er als «Bester Nachwuchs-Spieler U21» mit dem Swiss Handball Award ausgezeichnet. 2022 wechselte er zum deutschen Erstligisten HSG Wetzlar, dazu erhielt er eine Förderlizenz für den Zweitligisten TV Hüttenberg. Im Sommer 2024 kehrte er in die Schweiz zurück und läuft für den Schweizer Erstligisten Pfadi Winterthur auf.

### In Auswahlmannschaften
Sein erstes Spiel für die Schweizer Nationalmannschaft machte er 2020 gegen die Ukraine. Mit der Nationalmannschaft bestritt er ein Spiel bei der Weltmeisterschaft 2021. An der Europameisterschaft 2024 spielte er in drei Spielen und belegte mit dem Team den 21. Rang.